# 511-й отдельный батальон связи
511-й отдельный батальон связи — воинское подразделение в  вооружённых силах СССР во время Великой Отечественной войны. В боевых действиях принимало два различных батальона связи под номером 511.

## 511-й батальон связи 24-го стрелкового корпуса
Сформирован в августе 1940 года вместе с управлением 24-го Латвийского стрелкового корпуса
В составе действующей армии с 22 июня 1941 по 16 августа 1941 года.
На 22 июня 1941 года дислоцировался в Риге, являясь корпусным батальоном связи 24-го стрелкового корпуса 1-го формирования
Повторил боевой путь корпуса, с 16 августа 1941 года в боях не был, расформирован вместе с управлением 1 сентября 1941 года.

## 511-й батальон связи 40-го стрелкового корпуса
В составе действующей армии с 5 июля 1943 по 9 мая 1945 года.
Сформирован 25 июня 1943 года вместе с управлением корпуса на Брянском фронте, повторил боевой пусть корпуса, прошёл Орловскую область, Белоруссию, Восточную Пруссию.